# Condado de Missaukee
O Condado de Missaukee é um dos 88 condados do estado americano de Michigan. A sede do condado é Lake City, e sua maior cidade é Lake City.
O condado possui uma área de 1 486 km² (dos quais 18 km² estão cobertos por água), uma população de 14 478 habitantes, e uma densidade populacional de 10 hab/km² (segundo o censo nacional de 2000). O condado foi fundado em 1871.